# Yuriko Mizuma
Yuriko Mizuma (水間 百合子, Mizuma Yuriko), née le 22 juillet 1970, est une joueuse internationale de football japonaise.

## Biographie
Le 9 septembre 1990, elle fait ses débuts dans l'équipe nationale japonaise contre la Corée du Sud. Elle participe à la Coupe du Monde 1991. Elle compte 22 sélections et 10 buts en équipe nationale du Japon de 1990 à 1994.

## Statistiques
Le tableau ci-dessous présente les statistiques de Yuriko Mizuma en équipe nationale
| Équipe du Japon | Équipe du Japon | Équipe du Japon |
| Année           | Matchs          | Buts            |
| --------------- | --------------- | --------------- |
| 1990            | 5               | 3               |
| 1991            | 11              | 2               |
| 1992            | 0               | 0               |
| 1993            | 5               | 5               |
| 1994            | 1               | 0               |
| Total           | 22              | 10              |

## Palmarès
- Finaliste de la Coupe d'Asie 1991
- Troisième de la Coupe d'Asie 1993